# Walitowo (rejon chajbulliński)
Walitowo (ros. Валитово) – wieś (dieriewnia) w Rosji, w Baszkortostanie, w rejonie chajbullińskim. W 2010 liczyła 268 mieszkańców.